# Комаровка (Чортковский район)
Комаровка (укр. Комарівка) — село в Монастырисской городской общине Чортковского района Тернопольской области Украины.
До 2020 года входило в Монастырисский район.
Население по переписи 2001 года составляло 293 человека. Почтовый индекс — 48352. Телефонный код — 3555.